# Khu công nghiệp Phước Đông
Khu công nghiệp Phước Đông (Huyện Gò Dầu & Thị xã Trảng Bàng, Tỉnh Tây Ninh, Việt Nam) là khu công nghiệp thuộc dự án Khu liên hợp Công nghiệp - Đô thị - Dịch vụ Phước Đông - Bời Lời. KCN Phước Đông được quy hoạch theo Quyết định số: 1477/QĐ-UBND của Ủy ban Nhân dân Tỉnh Tây Ninh. Chủ đầu tư là Công ty Cổ phần Đầu tư Sài Gòn VRG, thành viên của Tập đoàn Công nghiêp Cao su Việt Nam. Tổng diện tích của Khu công nghiệp Phước Đông là 2191,97 ha, nằm trong Khu liên hợp rộng 3.285 ha. Cao độ: 12–17 m trên mực nước biển. Địa hình bằng phẳng, đất cứng,
 Tổng vốn đầu tư của dự án là 5.000 tỷ đồng (gần 350 triệu USD). Khu công nghiệp thành lập là một nỗ lực thu hút đầu tư tại tỉnh Tây Ninh. Lưu trữ ngày 20 tháng 9 năm 2021 tại Wayback Machine

## Vị trí - Địa lý - Giao thông
Khu công nghiệp Phước Đông nằm trên hai huyện và thị xã là Huyện Gò Dầu và Thị xã Trảng Bàng, Tỉnh Tây Ninh, Việt Nam. Nằm ở trung tâm của tỉnh Tây Ninh là điểm kết nối chính giữa Thành phố Hồ Chí Minh và Phnôm Pênh, hai trung tâm kinh tế và văn hóa quan trọng của Việt Nam và Campuchia. Tây Ninh là cửa ngõ phía Tây của Việt Nam kết nối thị trường Campuchia và Thái Lan thông qua cửa khẩu quốc tế Mộc Bài và các cửa khẩu quốc gia khác.
ĐT 782 đang là tuyến đường bộ quan trọng nhất và lớn nhất kết nối vào Khu công nghiệp Phước Đông. ĐT 782-784 là một trong những tuyến đường quan trọng của tỉnh trong phát triển kinh tế xã hội. Theo quy hoạch, ĐT 782 là đường ôtô kỹ thuật cấp II, tốc độ thiết kế 100 km/h; mặt đường bê tông nhựa với 4 làn xe, rộng 15m, có dải phân cách giữa. Tuyến đường này nối liền với Quốc lộ 22B, rất thuận lợi cho việc lưu thông vận chuyển hàng hóa đi thành phố Hồ Chí Minh. Dự án được đầu tư bằng ngân sách Nhà nước.
Khoảng cách đường bộ:
- Đường Xuyên Á (Quốc lộ 22): 10 km
- Trung tâm Thành phố Hồ Chí Minh: 60 km
- Trung tâm Thành phố Tây Ninh: 35 km
- Cửa khẩu Quốc tế Mộc Bài: 20 km

Khoảng cách đến bến cảng:
- Cảng trung chuyển Thanh Phước: 10 km
- Cảng Cát Lái: 80 km
- Sân bay Quốc tế Tân Sơn Nhất: 60 km

## Quy hoạch - Bố cục
Khu Liên hợp Công nghiệp – Đô thị - Dịch vụ Phước Đông được phân chia thành ba giai đoạn: Khu Công nghiệp Phước Đông giai đoạn 1 và giai đoạn 2 tập trung cho thuê đất/nhà xưởng sản xuất công nghiệp, giai đoạn 3: Khu đô thị - tái định cư. Hiện nay Khu Công nghiệp Phước Đông giai đoạn 1 tỉ lệ thuê đất đã được lấp đầy 90%. Khu Công nghiệp Phước Đông giai đoạn 2 đang được triển khai cho thuê hạ tầng, thu hút các ngành nghề kỹ thuật cao và ít thâm dụng lao động như lắp ráp, sản xuất linh kiện điện tử, máy tính và chất bán dẫn; cáp và vật liệu viễn thông; thiết bị điện; dược phẩm, thiết bị y tế; cơ khí chính xác; các ngành sản xuất vật liệu mới, công nghệ nano và các ngành công nghiệp có công nghệ tiên tiến, không gây ô nhiễm môi trường.

## Cơ sở hạ tầng
- Điện: Cung cấp 24/7 bởi bốn trạm nội khu, tổng công suất 500 MVA;
- Nước sạch: Cung cấp bởi nhà máy nước sạch nội khu tổng công suất 220.000 mét khối/ngày-đêm, nguồn nước sạch lấy từ Hồ Dầu Tiếng thông qua Kênh Đông;
- Xử lý nước thải: Nhà máy xử lý nước thải tập trung của KCN, công suất 90.000m3/ngày-đêm, bảo đảm xử lý nước thải QCVN 24/2009/BTNMT loại A trước khi thoát ra ngoài;
- Hệ thống giao thông: 
  - Đường chính: 6 làn với lộ giới 60m.
  - Đường nội khu: 2-4 làn với lộ giới 18-29m.